# 제57보병사단
제57보병사단(第五十七步兵師團, 57th Infantry Division, 상징명칭: 용마부대)은 경기도 구리시에 주둔했던 대한민국 육군의 지역방위 보병사단이다. 1984년 1월 7일 창설되었으며, 수도방위사령부의 예하 부대로서 위수구역인 서울특별시 동북부 지역 방위 임무를 담당했다. 국방개혁 2020에 따라 2011년 12월 31일에 제56향토보병사단으로 통합되어 해체되었다.

## 편성
- 사단본부
- 제220보병연대
- 제221보병연대
- 제222보병연대
- 제223보병연대
- 사단 직할대
  - 본부대
  - 기동대대
  - 공병대대
  - 군사경찰대
  - 화생방지원대
  - 통신대대
  - 포병대대
  - 정비근무대
  - 보수지원근무대
  - 의무지원근무대